# Resolutie 1038 Veiligheidsraad Verenigde Naties
Resolutie 1038 van de Veiligheidsraad van de Verenigde Naties werd op 15 januari 1996 met unanimiteit aangenomen door de VN-Veiligheidsraad. De resolutie verlengde het mandaat van de VN-waarnemers op het Kroatische schiereiland Prevlaka, terwijl dat van de UNCRO-missie waaronder de waarnemers vielen beëindigd was. Aldus ging de waarnemingsmissie voort als "UNMOP".

## Achtergrond
In 1980 overleed de Joegoslavische leider Tito, die decennialang de bindende kracht was geweest tussen de zes deelstaten van het land. Na zijn dood kende het nationalisme een sterke opmars en in 1991 verklaarde Kroatië zich onafhankelijk. Daarop volgde de Kroatische Onafhankelijkheidsoorlog, tijdens dewelke het Joegoslavische Volksleger het strategisch gelegen schiereilandje Prevlaka innam. In 1996 kwamen Kroatië en Joegoslavië overeen Prevlaka te demilitariseren, waarop VN-waarnemers van UNMOP kwamen om daarop toe te zien. Deze missie bleef uiteindelijk tot 2002 aanwezig.

## Inhoud
De Veiligheidsraad:
- Herinnert aan de vorige resoluties 779, 981 en 1025.
- Overwoog het rapport van de secretaris-generaal.
- Bevestigt nogmaals de onafhankelijkheid, soevereiniteit en territoriale integriteit van Kroatië.
- Verwees naar de gezamenlijke verklaring van Kroatië en Servië en Montenegro over de demilitarisatie van het schiereiland Prevlaka.
- Benadrukt het belang van wederzijdse erkenning onder de opvolgersstaten van ex-Joegoslavië.
- Bepaalt dat de situatie in Kroatië een bedreiging van de internationale vrede blijft.

1. Autoriseert de VN-waarnemers om drie maanden langer toe te zien op de demilitarisatie van Prevlaka, gevolgd door nog drie maanden als het daar bijdroeg aan verminderde spanningen.
2. Vraagt de secretaris-generaal tegen 15 maart te rapporteren over de situatie in Prevlaka, de vooruitgang naar een vredesakkoord en de mogelijke verlenging over overdracht van het waarnemingsmandaat.
3. Vraagt de militaire waarnemers en IFOR te blijven samenwerken.
4. Besluit actief op de hoogte te blijven.

## Verwante resoluties
- Resolutie 1035 Veiligheidsraad Verenigde Naties (1995)
- Resolutie 1037 Veiligheidsraad Verenigde Naties
- Resolutie 1043 Veiligheidsraad Verenigde Naties
- Resolutie 1046 Veiligheidsraad Verenigde Naties

Lijst ·  1036 ·  1037 ·  1038 ·  1039 ·  1040 ·  1041 ·  1042 ·  1043 ·  1044 ·  1045 ·  1046 ·  1047 ·  1048 ·  1049 ·  1050 ·  1051 ·  1052 ·  1053 ·  1054 ·  1055 ·  1056 ·  1057 ·  1058 ·  1059 ·  1060 ·  1061 ·  1062 ·  1063 ·  1064 ·  1065 ·  1066 ·  1067 ·  1068 ·  1069 ·  1070 ·  1071 ·  1072 ·  1073 ·  1074 ·  1075 ·  1076 ·  1077 ·  1078 ·  1079 ·  1080 ·  1081 ·  1082 ·  1083 ·  1084 ·  1085 ·  1086 ·  1087 ·  1088 ·  1089 ·  1090 ·  1091 ·  1092